# تيد سافاج
تيد سافاج (بالإنجليزية: Ted Savage)‏ (1912 - ) هو لاعب كرة قدم بريطاني في مركز نصف الجناح. لعب مع لينكولن سيتي أف سي ومانشستر يونايتد ونادي ريكسهام ونادي فولهام ونادي ليفربول ووست هام يونايتد.

## وصلات خارجية
- تيد سافاج على موقع قاعدة بيانات كرة القدم.إي يو (الإنجليزية)
- تيد سافاج على موقع عالم كرة القدم.نت (الإنجليزية)